# Bernd Bransch
Bernd Bransch (Halle, 24 settembre 1944 – 11 giugno 2022) è stato un calciatore tedesco orientale, dal 1990 tedesco, di ruolo difensore.

## Carriera

### Club
Figlio di un fabbro, giocò per quasi tutta la sua carriera nelle file dell'Hallescher FC Chemie: nella stagione 1973-1974 infatti, la Federcalcio decise, vista la retrocessione dell'Hallescher in DDR-Liga (II), di trasferire temporaneamente il calciatore nel Carl Zeiss Jena.
In tutto Bransch, giocò in DDR-Oberliga 317 partite, andando a segno 43 volte e vinse per due volte il titolo di calciatore tedesco-orientale dell'anno.

### Nazionale
Con la Germania Est conta 72 partite (di cui otto ai Giochi olimpici) impreziosite da tre reti. Il suo debutto avvenne il 17 maggio 1967 a Helsingborg contro la Svezia con vittoria per 1-0. Fu capitano della Nazionale al campionato del mondo 1974 e partecipò ai Giochi di Monaco di Baviera 1972 e Montréal 1976. Proprio a Montréal chiuse la sua lunga esperienza internazionale: il commissario tecnico Georg Buschner non lo fece mai giocare in tutto il torneo tranne che nella partita contro la Polonia che la sua squadra stava conducendo per 3-1, entrando in campo a quattro minuti dalla fine al posto di Hans-Jürgen Riediger.
Tre sono le reti di Bransch con la maglia biancoblu della DDR, di cui una doppietta realizzata il 26 settembre 1973, a Lipsia, nella gara decisiva contro la Romania per la qualificazione alla Coppa del Mondo che si svolgerà l'anno successivo nella Germania Ovest. I tedeschi orientali devono assolutamente vincere, e ci riescono con due calci di punizione di Bransch, che nelle precedenti 45 partite in Nazionale non aveva mai realizzato reti. La qualificazione ai mondiali verrà poi sancita ufficialmente nel novembre successivo con la vittoria per 4-1 in Albania.

## Palmarès

### Club
- Coppa della Germania Est: 1

Carl Zeiss Jena: 1973-1974

### Nazionale
- Bronzo olimpico: 1

Monaco di Baviera 1972
- Oro olimpico: 1

Montréal 1976

### Individuale
- Calciatore tedesco-orientale dell'anno: 2

1968, 1974